# Кејсон Фомвихан
Кејсон Фомвихан (лаос. ໄກສອນ ພົມວິຫານ; Саванахет, 13. децембар 1920 — Вијентијан, 21. новембар 1992) био је лаошки револуционар и политичар, вођа Народне револуционарне партије Лаоса (1955—1992), премијер Лаоса (1975—1991) и председник Лаоса (1991—1992).

## Биографија
Рођен је 1920. године под именом Нгујен Каи Сонг, као син Вијетнамца и Лаошанке. Студирао је право на Универзитету у Ханоју, али је изабачен са студија због сталних сукоба с француским колонијалним властима. Касније се придружио антиколонијалној и ослободилачкој организацији Патет Лао у борби француског империјализма.
Професионални револуционар је постао током студија у Ханоју 1940-их. Био је оснивач Народноослободилачке војске Лаоса 20. јануара 1949. године, а од 1950. је био министар одбране у антиколонијалној влади. Био је једна од кључних личности у оснивању Народне револуционарне партије Лаоса на северу земље 1955, те је ускоро дошао на чело Патет Лаоа у којем је принц Суфанувонг имао чисто церемонијалну улогу вође.
Наредних је деценија био вођа Патет Лаоа у борби против краљевске владе Лаоса и њених савезника, снага САД. Након победе Патет Лаоа 1975. и доласка комуниста на власт у Лаосу, Кејсон је постао нови премијер државе, функција коју је вршио до 1991. године.
Његова способност као вође посебно је долазила до изражаја у одржавању добрих односа с Вијетнамом. Захваљујући њему, процес демаркације између двеју држава, започет 1977, завршен је на задовољство обеју влада 2007. године. Фомвихан је доминирао политиком Лаоса од 1975. па све до своје смрти 1992. године. Основао је нову провинцију Секонг на југу државе као награду тамошњем мањинском народу, јер су његови припадници помагали борце Патет Лаоа.
Умро је 1992. године у Вијентијану. Након његове смрти, влада Лаоса му је изградила музеј, делимично финансиран и од стране владе Вијетнама.
Био је ожењен с Тонгвин Фомвихан.